# Фейрлі (Вермонт)
Фейрлі (англ. Fairlee) — місто (англ. town) в США, в окрузі Орандж штату Вермонт. Населення — 988 осіб (2020).

## Демографія
Згідно з переписом 2010 року, у місті мешкало 977 осіб у 429 домогосподарствах у складі 262 родин. Було 625 помешкань
Расовий склад населення:
| - 98,3 % — білих - 0,3 % — азіатів - 0,1 % — корінних американців - 0,1 % — чорних або афроамериканців |

До двох чи більше рас належало 1,2 %. Частка іспаномовних становила 0,8 % від усіх жителів.
За віковим діапазоном населення розподілялося таким чином: 17,8 % — особи молодші 18 років, 66,1 % — особи у віці 18—64 років, 16,1 % — особи у віці 65 років та старші. Медіана віку мешканця становила 47,1 року. На 100 осіб жіночої статі у місті припадало 99,0 чоловіків;  на 100 жінок у віці від 18 років та старших — 96,8 чоловіків також старших 18 років.
Середній дохід на одне домашнє господарство  становив 72 465 доларів США (медіана — 66 691), а середній дохід на одну сім'ю — 86 953 долари (медіана — 76 806). Медіана доходів становила 45 938 доларів для чоловіків та 44 904 долари для жінок. За межею бідності перебувало 10,7 % осіб, у тому числі 18,2 % дітей у віці до 18 років та 8,0 % осіб у віці 65 років та старших.
Цивільне працевлаштоване населення становило 613 осіб. Основні галузі зайнятості: освіта, охорона здоров'я та соціальна допомога — 30,3 %, науковці, спеціалісти, менеджери — 10,9 %, мистецтво, розваги та відпочинок — 10,3 %.